# Образование в Малави

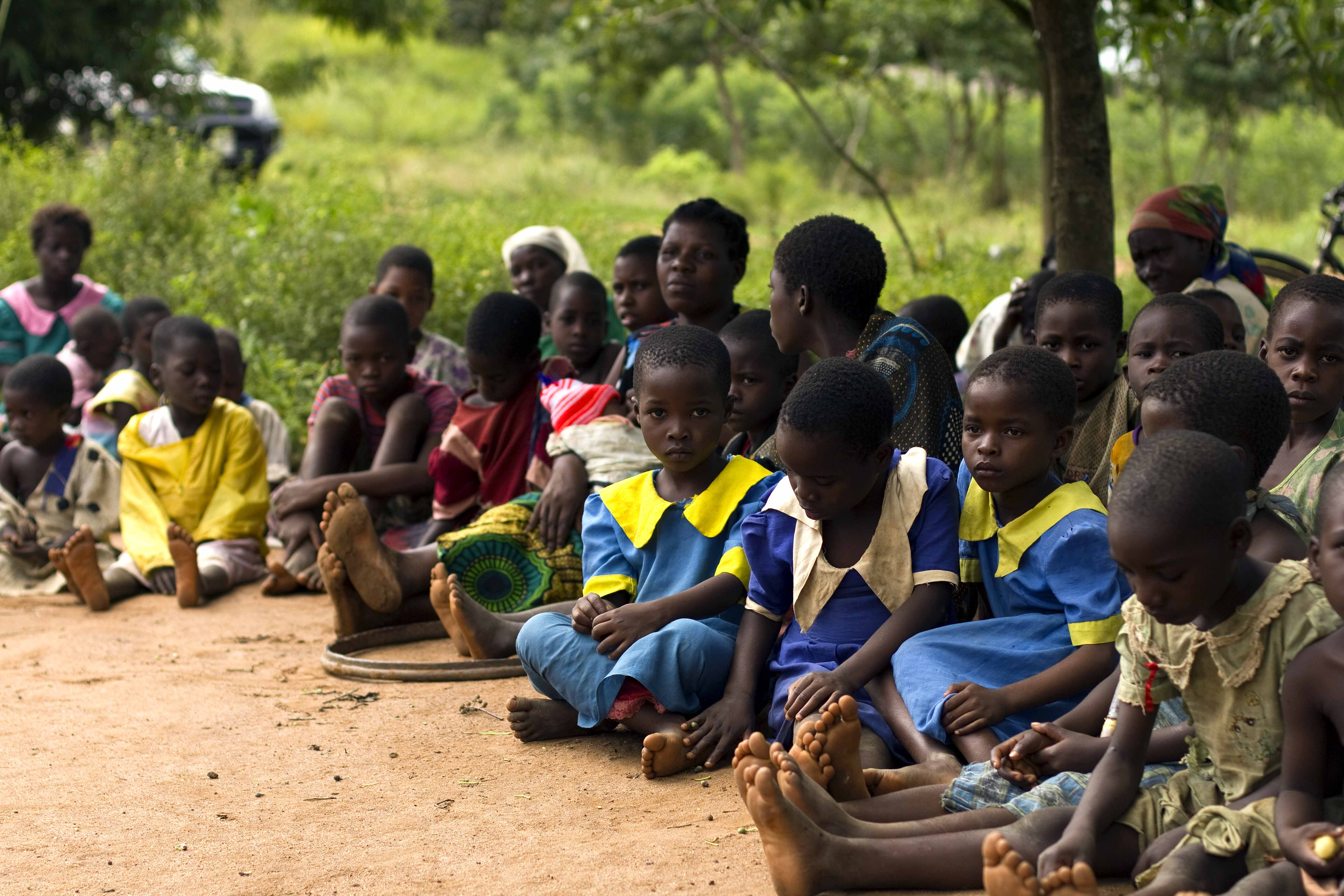
Ученики начальных классов на внеклассном собрании, Малави.

Образование в Малави испытывает трудности, связанные с доступом к среднему и высшему образованию. Тем не менее, некоторые учащиеся посещают университет и старшие классы средней школы. Также высок процент учеников, не посещающих школу, особенно среди учеников начальных классов. По состоянию на 2021 год, по оценкам всемирной книги фактов ЦРУ, только 67,3 % населения в возрасте от 15 лет и старше умеют читать и писать из них 71,2 % мужчин и 63,7 % женщин.

## Начальное образование
Начальные школы в стране разделены на государственные и частные. Около 12 процентов всех учащихся начальных школ посещают частные школы, зачастую образованные при церквях.

## Среднее образование
Среднее образование в Малави получило развитие достаточно поздно, в основном из-за бытовавшего в колониальную эпоху пренебрежения образованием населения колоний и малой эффективности применявшихся методов. Средние школы в Малави подразделяются на пять типов : частные средние школы, государственные школы-интернаты и дневные школы, субсидируемые дневные школы и школы-интернаты. Большинство педагогов в сфере среднего образования имеют степени или дипломы.
В школьной программе, сельское хозяйство является обязательным предметом для всех учащихся. Деревообработка, обработка металла и черчение предлагаются мальчикам, а домоводство — девочкам. Одной из главных претензий к системе среднего образования в Малави является её излишняя ориентация на подготовку к университету и неообходимость изучения большого числа технических предметов. Большая часть учащихся включается в ряды рабочих и испытывает трудности с переобучением. Таким образом, среднее образование не удовлетворяет запросам рынка. Лишь четверть молодежи в Малави заканчивает обучение в средней школе..

## Государственное образование
В 1994 государством было введено всеобщее бесплатное начальное образование, что, по данным ЮНИСЕФ, увеличило посещаемость школ. В 1995, 62 процента учащихся начальной школы перешли во второй класс, и 34 процента перешли в пятый. Количество детей, не посещающих школу, среди девочек в Малави выше, чем среди мальчиков.

## Частное образование
Частное образование в Малави развито достаточно широко. Оно предоставляет альтернативу государственным школам. Среди частных школ распространены спонсируемые благотворительными фондами, специализирующимися на определенных типах учащихся.
Jacaranda School
Совместный американо-малавийский Фонд Джакаранда, основанный малавийской активисткой Мари да Сильвой, содержит данную школу. Это единственная школа в Малави, дающая совершенно бесплатное среднее и начальное образование. Подавляющее большинство студентов составляют дети, лишившиеся родителей из-за эпидемии ВИЧ/СПИДа.
Raising Malawi (Взращивая Малави)
Данный благотворительный фонд, основанный Мадонной и Майклом Бергом, в декабре 2014 построил 10 школ в разных регионах Малави. Изначальный проект строительства школы, направленной на развитие женского образования, был отменен в 2010 году.

## Известные малавийские учителя
- Джойс Банда
- Питер Мутарика
- Франк Чипасула